# Emámalí Habíbí
Emámalí Habíbí Gúdarzí (* 27. května 1931) je bývalý íránský zápasník – volnostylař, olympijský vítěz z roku 1956.

## Sportovní kariéra
Narodil se a vyrostl v obci Darzíkolá nedaleko Bábolu v provincii Mázandarán. Zápasení se věnoval od útlého dětství v místním národním zápasnickém stylu lučo košti (mazandaranský zápas). Centrem tohoto zápasu bylo město Sárí, kde se během svátků pravidelně scházili nejlepší zápasníci z okolí. Svůj první velký sárijský turnaj vyhrál jako vojín posádky v Gorgánu, za co dostal několikadenní propustku. Po skončení vojenské služby se usadil v Šáhí (dnes Káemšahr), kde pracoval nejprve v kovářské dílně a později v textilce.
V polovině padesátých let dvacátého století do Šáhí zavítal reprezentační trenér olympijského zápasu ve volném stylu Habíbolláh Bolúr s olympijským medailistou Abdolláhem Modžtabavím a pozvali ho do Sárí na střetnutí teheránských zápasníků s místními mazandaranskými zápasníky. Jako jediný z mazandarských zápasníků porazil teheránského soupeře a vysloužil si pozvánku do reprezentace. Aby se mohl připravit na íránskou olympijskou kvalifikaci v roce 1956, ho starosta Šáhí zaměstnal jako hasiče. Každý den dojížděl na kole do 20 km do Sárí, kde měl vytvořené podmínky pro přípravu. Při íránské olympijské kvalifikaci v Teheránu porazil všech 17 soupeřů včetně úřadujícího mistra světa v olympijském volném stylu Džahánbachta Tovfíga. V opakovaném zápase o potvrzení olympijské nominace mistra světa Tovfíga opět porazil a vysloužil si start na olympijských hrách v Melbourne. Při druhém zápasu s Tovfígem dostal přezdívku "Mazandaranský tygr" (ببر مازندران). V Melbourne startoval ve volném stylu ve váze do 67 kg jako mezinárodně neznámý zápasník. Hned v úvodním kole porazil na lopatky obhájce zlaté olympijské medaile Švéda Olleho Anderberga a podobným způsobem si počínal i v dalších kolech. V závěrečném kole porazil před časovým limitem na lopatky osetského Sověta Alimbeka Bestajeva a získal nečekanou zlatou olympijskou medaili. Stal se historicky prvním zlatým olympijským medailistou z Íránu. Zajímavostí je, že celý olympijský turnaj bojoval s vysokou horečkou a po jeho skončení musel být hospitalizován v nemocnici.
Od roku 1959 startoval ve vyšší váze do 73 kg. V roce 1960 odcestoval na olympijské hry v Římě jako úřadující mistr světa. V pátém kole nastoupil k zápase dvou prozatím neporažených zápasníků s Američanem Dougem Blubaughem. V zápase s Američanem bojoval aktivně, ale v polovině zápasu chyboval, soupeř ho složil na žíněnku a dostal na lopatky. Porážka s Američanem ho stála postup do tříčlenného finále. Obsadil až dělené 4. místo.
Od roku 1962 startoval v nové váhové kategorii do 78 kg. Sportovní kariéru ukončil potom co se nevešel do íránského olympijského týmu pro olympijské hry v Tokiu v roce 1964 přes Mohammadalího Sanatkarána. Po skončení sportovní kariéry se věnoval politické práci. Několik let zastupoval rodnou provincii Mázandarán v íránském parlamentu (Národní shromáždění) a ve volném čase se věnoval trenérské práci.

## Výsledky

### Volný styl
| Turnaj            | 1956 | 1957 | 1958 | 1959 | 1960 | 1961 | 1962 |
| Turnaj            | 25   | 26   | 27   | 28   | 29   | 30   | 31   |
| Turnaj            | -67  | -67  | -67  | -73  | -73  | -73  | -78  |
| ----------------- | ---- | ---- | ---- | ---- | ---- | ---- | ---- |
| Olympijské hry    | 1.   |      |      |      | 4.   |      |      |
| Mistrovství světa |      | —    |      | 1.   |      | 1.   | 1.   |
| Asijské hry       |      |      | 1.   |      |      |      | —    |